# Alona hercegovinae
Alona hercegovinae е вид хрилоного от семейство Chydoridae. Видът е уязвим и сериозно застрашен от изчезване.

## Разпространение
Разпространен е в Босна и Херцеговина.